# Hermandad de Jesús Despojado (Sevilla)
La Hermandad de Jesús Despojado es una cofradía católica que procesiona cada Domingo de Ramos, en la Semana Santa de Sevilla, Andalucía, España.
Su nombre completo es Humilde y Fervorosa Hermandad y Cofradía de Nazarenos de Nuestro Padre Jesús Despojado de sus Vestiduras y María Santísima de los Dolores y Misericordia, Mayor Dolor de Nuestra Señora, San Juan Evangelista, San Bartolomé Apóstol y San Antonio María Claret.

## Historia
El origen podemos encontrarlo en los años 30 del siglo XX cuando un grupo de fieles, a cuyo frente estaba José Laborde Foyo, fundador histórico de la Hermandad, comenzó a dar culto a unas imágenes que estaban en la parroquia de San Marcos. Eran un cristo con la iconografía del Sagrado Corazón atribuido a Benito de Hita y Castillo y una Virgen dolorosa anónima. Estas imágenes fueron destruidas por el incendio que sufrió la Iglesia en los sucesos del 18 de julio de 1936.
La Hermandad de Jesús Despojado se fundó posteriormente en la parroquia de San Marcos en 1937 y sus primeras reglas se aprobaron en 1938. Previamente, la Hermandad había encargado a Antonio Perea Sánchez la realización de dos nuevas imágenes, siendo entregada el 12 de diciembre de 1936 una Virgen de los Dolores que años más tardes, tras una restauración, pasó a ser la actual Santa María Magdalena que posee la Hermandad. Posteriormente, el 2 de abril de 1939 se bendice la imagen de Nuestro Padre Jesús Despojado de sus Vestiduras, talla inspirada en el cuadro del Expolio del Greco. La imagen mariana sería sustituida por otra confeccionada por Manuel Hernández León, siendo la titular entre los años 1959 y 1962. Actualmente se encuentra en Paradas como titular de la Real Hermandad del Santo Entierro, bajo la advocación de María Santísima de la Amargura. Finalmente, el 2 de septiembre de 1962 se bendice en la Parroquia de San Julián la actual titular mariana de la Hermandad, la Virgen de los Dolores y Misericordia obra de Antonio Eslava Rubio. 
La Hermandad residió en sus primeros años en la capilla de Nuestra Señora de los Dolores (sede de la Hermandad de los Servitas), anexa a la parroquia de San Marcos. Procesionó por primera vez el Domingo de Ramos de 1941, saliendo de la Parroquia de los Terceros, perteneciente al complejo del convento de los Terceros Franciscanos, porque el paso no podía salir de la capilla de Nuestra Señora de los Dolores al no caber por la puerta. En 1942 lo hizo en la tarde del Lunes Santo, siendo ese mismo año cuando, el delegado del cardenal Segura, el sacerdote José Sebastián y Bandarán debido a un comportamiento desordenado de algunos nazarenos, denuncia la Hermandad ante la Vicaría al negarse el Hermano Mayor José Laborde Foyo a identificar a los presuntos infractores. La Hermandad fue sancionada con la suspensión de la Junta de Gobierno y fue ordenada la formación de una Junta Gestora que no llegó a tomar posesión. Atendiendo a las crónicas, en aquella época era harto frecuente en las hermandades sevillanas que los hermanos nazarenos tuvieran comportamientos poco decorosos durante la procesión, siendo usualmente sancionadas con multas aunque en ocasiones simplemente eran apercibidas. Es por ello que para los hermanos y especialmente para la Junta de Gobierno de la Hermandad la sanción impuesta se calificara como injusta y desproporcionada. La falta de una Junta Gestora unido al desentendimiento del núcleo fundador de la Hermandad debido al severo castigo, provocó que ésta cayera en decadencia y casi se extinguiera. Las imágenes pasaron a ser enseres primero en la capilla de Nuestra Señora de los Dolores y luego de la iglesia de San Hermenegildo.  En 1971 la hermandad se trasladó a la parroquia de San Bartolomé. 
El 20 de mayo de 1972 la Vicaría devuelve las Reglas quedando canónicamente restaurada. En 1975 vuelve a salir de procesión 33 años después, esta vez desde la Parroquia de San Bartolomé en el Sábado Santo, pero únicamente con un primitivo misterio de Nuestro Padre Jesús Despojado. En 1978 sale el Domingo de Ramos, tal y como lo hace en la actualidad. En 1979 la Hermandad deja de tener una Comisión Gestora para pasar a tener una Junta de Gobierno 37 años después. También ese mismo año será cuando procesione por primera vez el paso de palio de la Virgen de los Dolores y Misericordia, además, al paso de misterio se incorpora la primera cuadrilla de hermanos costalero, haciéndolo un año más tarde la cuadrilla del palio. En 1980 se funda en el seno de la Hermandad la Agrupación Musical "Banda de los Dolores y Misericordia". En 1981 la formación musical de la hermandad pasa a llamarse Agrupación Musical Nuestro Padre Jesús Despojado, además ese año se bendice la talla de San Juan Evangelista, titular también de la corporación. Cuenta con la peculiaridad de que esta imagen procesiona a la derecha de la Virgen a diferencia de otras hermandades de la Semana Santa sevillana, pues el proyecto inicial contemplaba la representación de una Sacra Conversación entre San Juan, la Virgen y Santa María Magdalena en la Vía Dolorosa. Finalmente, el proyecto no se llevó a cabo y se mantuvo la posición de la imagen del santo. En 1982 la Hermandad se trasladó a la capilla de Nuestra Señora del Mayor Dolor en la plaza de Molviedro, donde reside actualmente.
En 1988 con motivo del 50 Aniversario de la Fundación de la Hermandad de Jesús Despojado, la imagen cristífera fue llevada a la Parroquia de San Marcos para la celebración de los cultos. De vuelta a la Capilla de Nuestra Señora del Mayor Dolor, a su paso por la Plaza de San Román, la Agrupación Musical de Nuestro Padre Jesús Despojado interpretó por vez primera La Saeta con los arreglos que le han hecho ser una de las marchas de música procesional de Semana Santa más conocidas en España. En 1992 la agrupación musical se escinde de la Hermandad y pasará a llamarse Agrupación Musical Nuestra Señora de los Reyes.
Durante los siguientes años la hermandad ha ido creciendo en número de hermanos y en patrimonio, estando ya plenamente consolidada en la jornada del Domingo de Ramos. La salida y entrada de su capilla en la Plaza de Molviedro se ha convertido en un momento indispensable de la Sevilla cofrade debido a la dificultad que entraña por las reducidas dimensiones de la puerta.

## Nuestro Padre Jesús Despojado
El primer paso representa el momento en que Jesús es despojado de sus vestiduras antes de ser crucificado. La imagen del Señor fue realizada por Antonio Perea Sánchez en 1939. Los sayones y soldados romanos son de Manuel Ramos Corona realizados entre 1997 y el año 2002. El misterio se compone de un centurión romano, un soldado romano, un sayón que despoja al Señor, un sayón que le ofrece el cáliz de vino con mirra y otro sayón preparando la crucifixión. La canastilla de caoba con cartelas y ornamentación doradas es de Antonio Martín Fernández con figuras de Barbero y orfebrería de Manuel Ríos.

## Virgen de los Dolores y Misericordia
La Virgen de los Dolores y Misericordia va acompañada en el paso de palio por san Juan. Antonio Eslava hizo a la Virgen en 1962 y San Juan fue tallado por Juan Ventura en 1981. La orfebrería es obra de Hijos de Juan Fernández y Manuel de los Ríos. Los respiraderos del paso son de Cayetano González.
Las bambalinas del paso de palio son azul oscuro bordadas en oro, en el taller de José Antonio Grande de León. Fueron estrenadas en el año 2007. Las anteriores, obra de las hermanas Antúnez y que en su día fueron adquiridas a la hermandad de la Carretería, pasaron al interior.
El manto, del mismo color y taller, fue estrenado en 2012.
|                                    |
| Jesús Despojado de sus Vestiduras. |

|                   |
| Paso de misterio. |

|                                                                            |
| La Virgen de los Dolores y Misericordia es consolada por Juan Evangelista. |

|                                                |
| María Santísima de los Dolores y Misericordia. |

## Sede
|                                                         |
| Capilla de Nuestra Señora de los Dolores (1938 - 1941). |

|                                        |
| Iglesia de los Terceros (1941 - 1942). |

|                                                      |
| Iglesia de San Hermenegildo (1942 - 1971) (enseres). |

|                                          |
| Iglesia de San Bartolomé (1971 - 1982) . |

|                                                              |
| Capilla de Nuestra Señora del Mayor Dolor (1982 - presente). |

## Túnica
Los nazarenos deben llevar sotana de color crema con botonadura morada y ceñida por cordón morado anudado al lado izquierdo de la cintura. Capa y antifaz negro, en cuyo centro y a la altura del pecho irá bordado el escudo mercedario, colocándose el escudo de la Hermandad en el lado izquierdo de la capa. Calzarán zapatos negros y calcetines y guantes blancos.
|                               |
| Nazarenos de Jesús Despojado. |

## Marchas dedicadas
A Nuestro Padre Jesús Despojado:
Jesús Despojado (Miguel Vázquez Garfia, 1985)
Jesús Despojado (Gualberto García, 1985)
Sagradas Vestiduras (Antonio Velasco, 1986)
Al Compás de la Laguna (F. José Carrasco/Miguel A. Font, 2005)
¡A la Gloria! (Miguel A. Font, 2009)
¡Venga de frente! (F. José Carrasco, 2011)
Despojado (Manuel J. Guerrero, 2011)
Al Rey de los Reyes (Javier Cebrero, 2022)
A Nuestra Madre de los Dolores y Misericordia:
Virgen de los Dolores y Misericordia (Pedro Vicedo Beneyto, 1981)
Misericordia (Luis J. Lancharro, 1986)
Dolores de Molviedro (Francisco Javier Alonso Delgado, 2005)
Dolores y Misericordia (Ismael Jiménez Gómez, 2007)
Madre de Misericordia (Juan Velázquez Sánchez, 2009)
Misericordia (Alberto Fernández-Palacios García, 2012)
Tu Misericordia (Manuel J. Guerrero, 2012)
María Santísima de los Dolores y Misericordia (Iván Macías, 2022)

## Sirio
Cruz de Guía: Agrupación Musical Juvenil Virgen de los Reyes.
Nuestro Padre Jesús Despojado: Agrupación Musical Virgen de los Reyes.
Virgen de los Dolores y Misericordia: Banda de Música del Liceo de la Música de Moguer.

## Paso por la carrera oficial
| Predecesor: La Borriquita (Hermandad del Amor) | Orden de entrada en la carrera oficial (Domingo de Ramos) 2º lugar | Sucesor: La Hiniesta |